# Calao leucomèle
Espèce
Statut de conservation UICN

 LC  : Préoccupation mineure
Répartition géographique
Le Calao leucomèle (Tockus leucomelas) est une espèce d'oiseau appartenant à la famille des Bucerotidae.

## Description
Il s'agit d'un petit calao noir dessus et blanc dessous. Il possède des ailes écaillées de blanc sur l'extérieur, qui sont à l'origine de son nom (du grec λευκός , leukós, « blanc » et  μέλας , mélas « noir » : « blanc et noir »).
Les rectrices externes sont ornées de blanc, et les rémiges gris-brun avec des terminaisons blanches. Le cou est taché de gris, le haut de la poitrine est légèrement strié de noir. Le bec jaune est surmonté par un casque de dimension modeste. Le mâle affiche un casque qui se développe jusqu'à l'extrémité du bec. La peau nue qui entoure l'œil et qui recouvre la gorge est couleur chair foncé. Les yeux sont généralement jaunâtres 
Il se distingue du calao à bec jaune (Tockus flavirostris) par la couleur de son anneau orbital et de sa gorge. La femelle est de taille plus petite, son casque est plus bref et ne va pas jusqu'à la pointe du bec. 

## Répartition
Il fréquente la savane aride d'Afrique australe.

## Sous-espèces
D'après Alan P. Peterson, cette espèce est constituée des deux sous-espèces suivantes :
- Tockus leucomelas elegans Hartlaub 1865 : sud-ouest de l'Angola
- Tockus leucomelas leucomelas (Liechtenstein) 1842 : Namibie, ouest du Mozambique et nord de l'Afrique du Sud

## Galerie

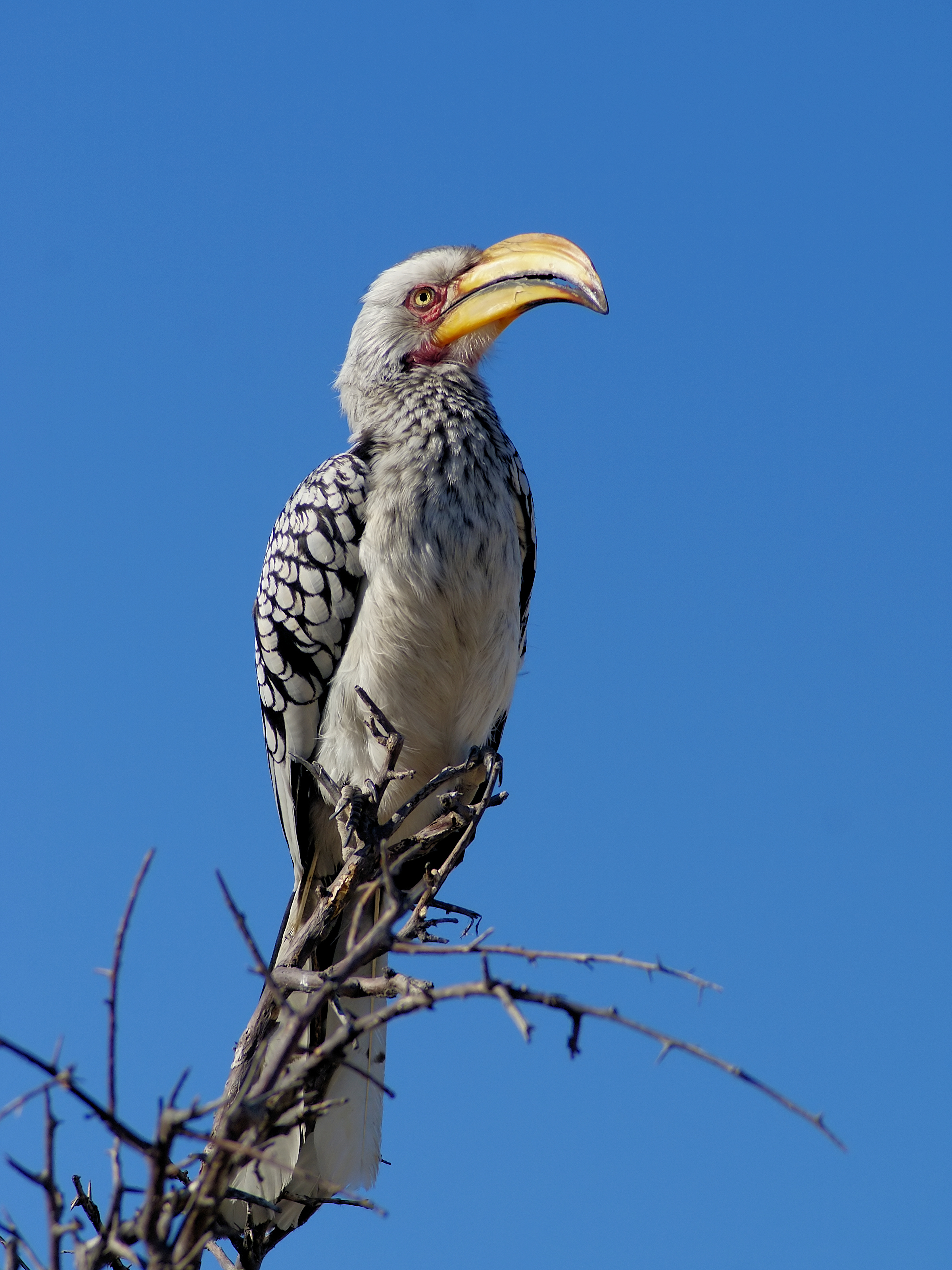
Calao leucomèle perché sur une branche, Namibie
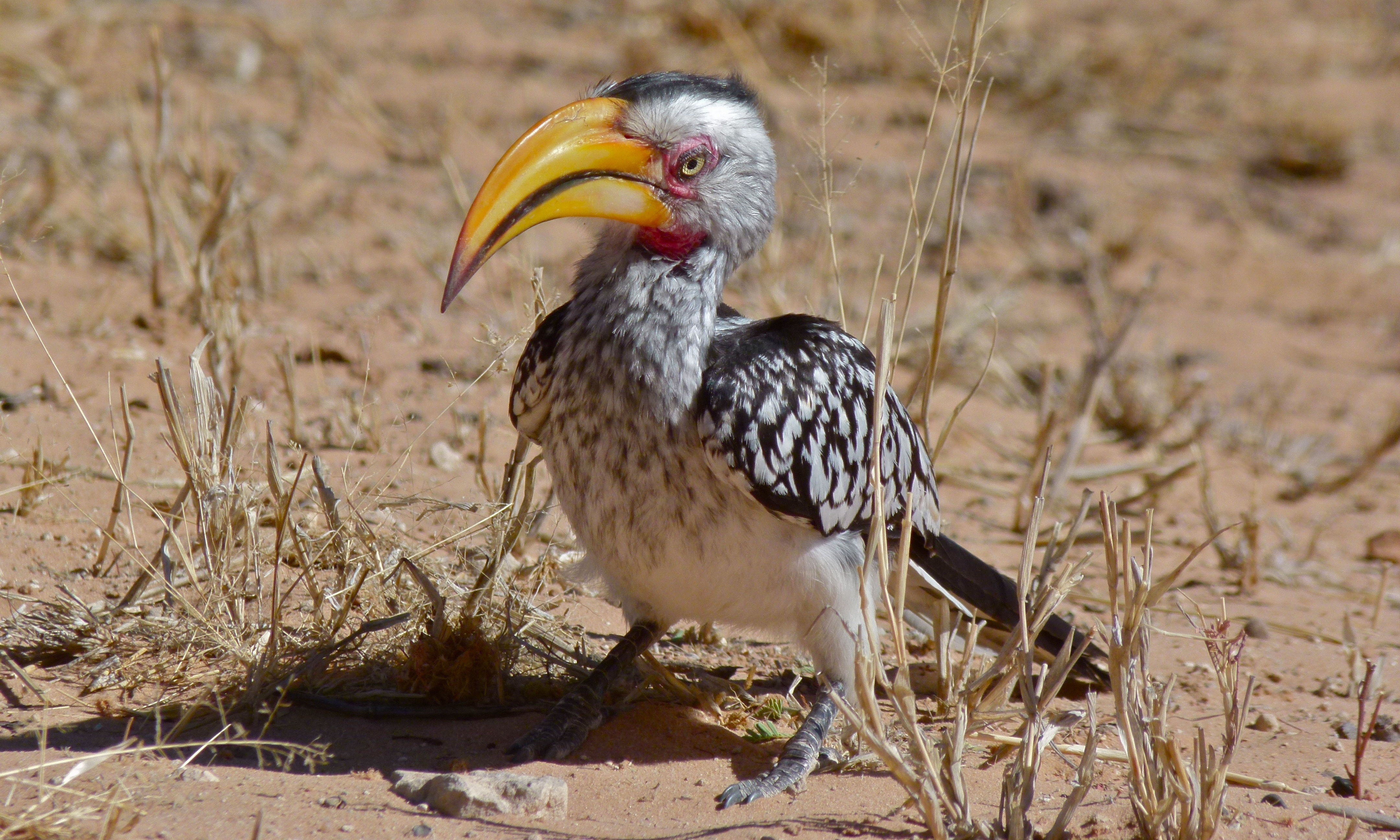
Calao leucomèle, au sol (Parc transfrontalier de Kgalagadi, Afrique du Sud)
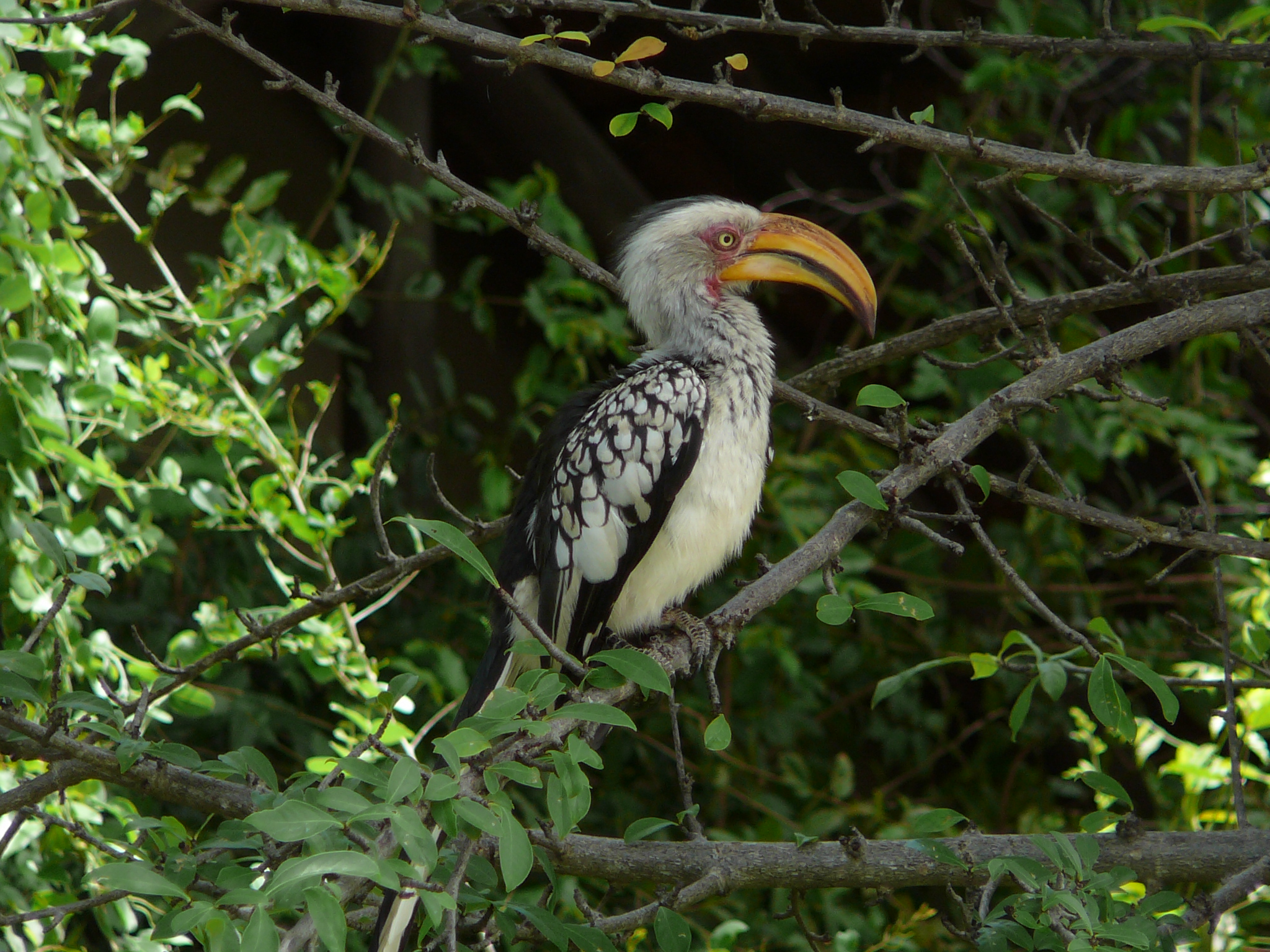
Calao leucomèle, perché (Parc national Kruger, Afrique du Sud)
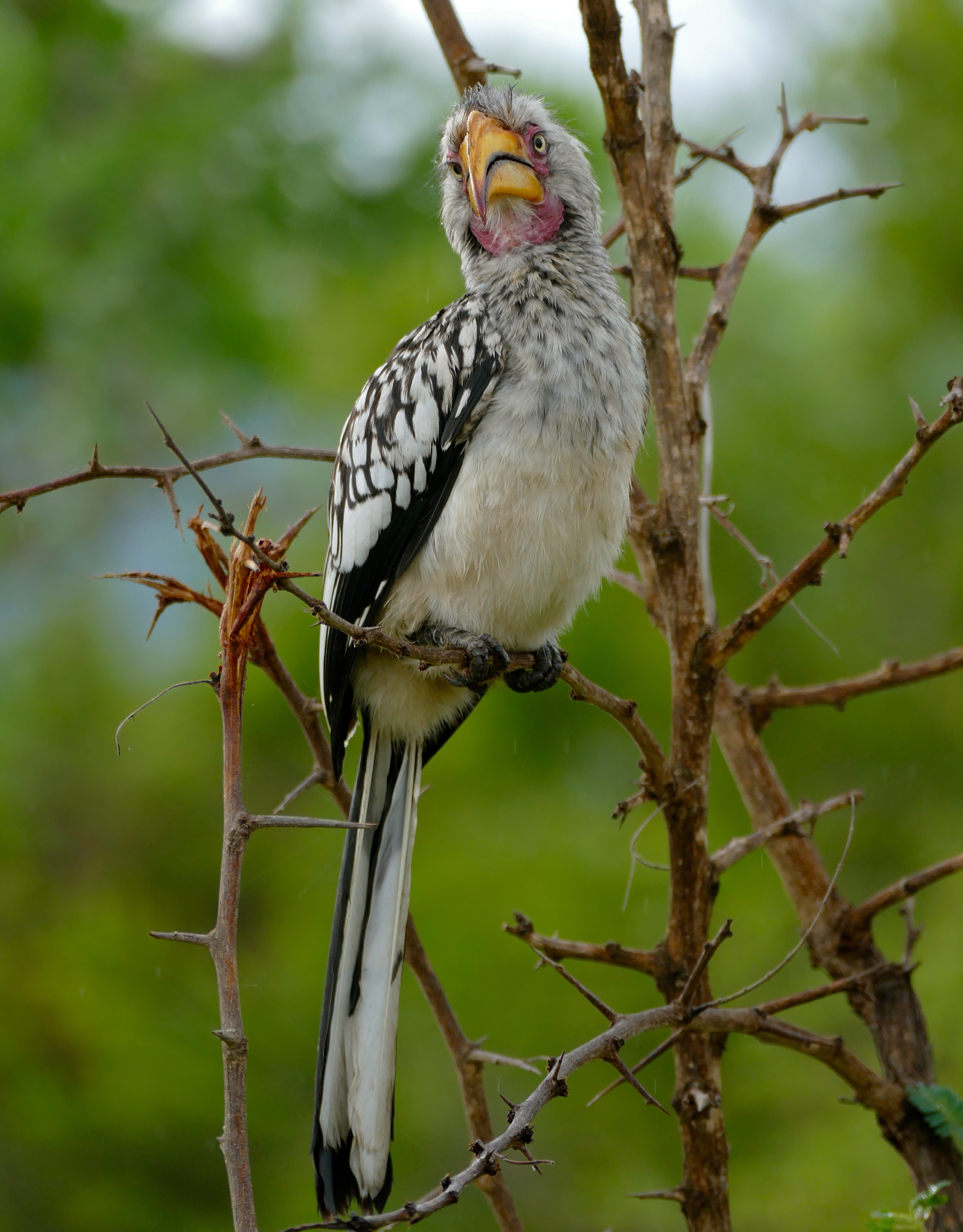
Calao leucomèle ♂
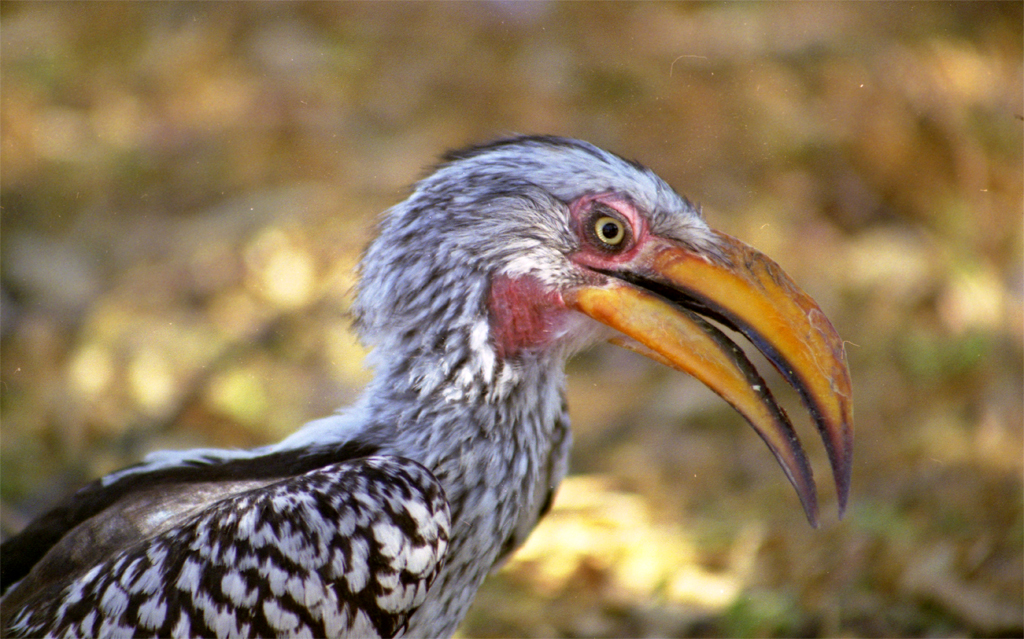
Détail de la tête et du bec
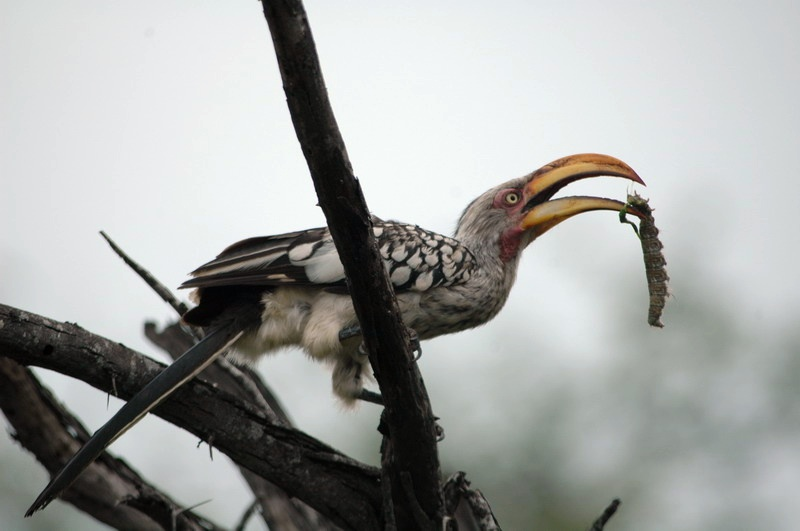
Calao leucomèle tenant dans son bec une chenille
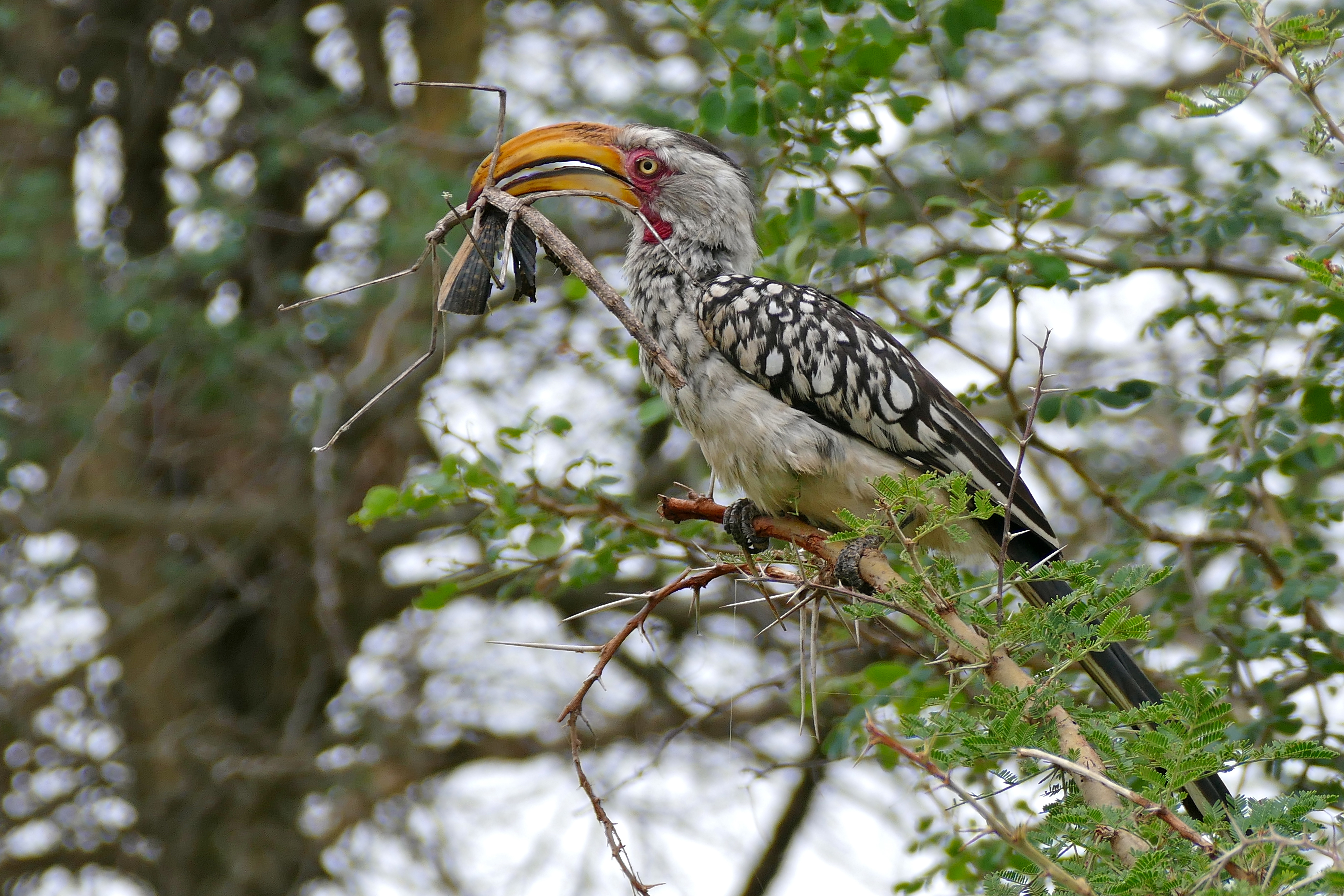
Calao leucomèle avec un phasme géant (Bactrododema tiaratum) dans son bec
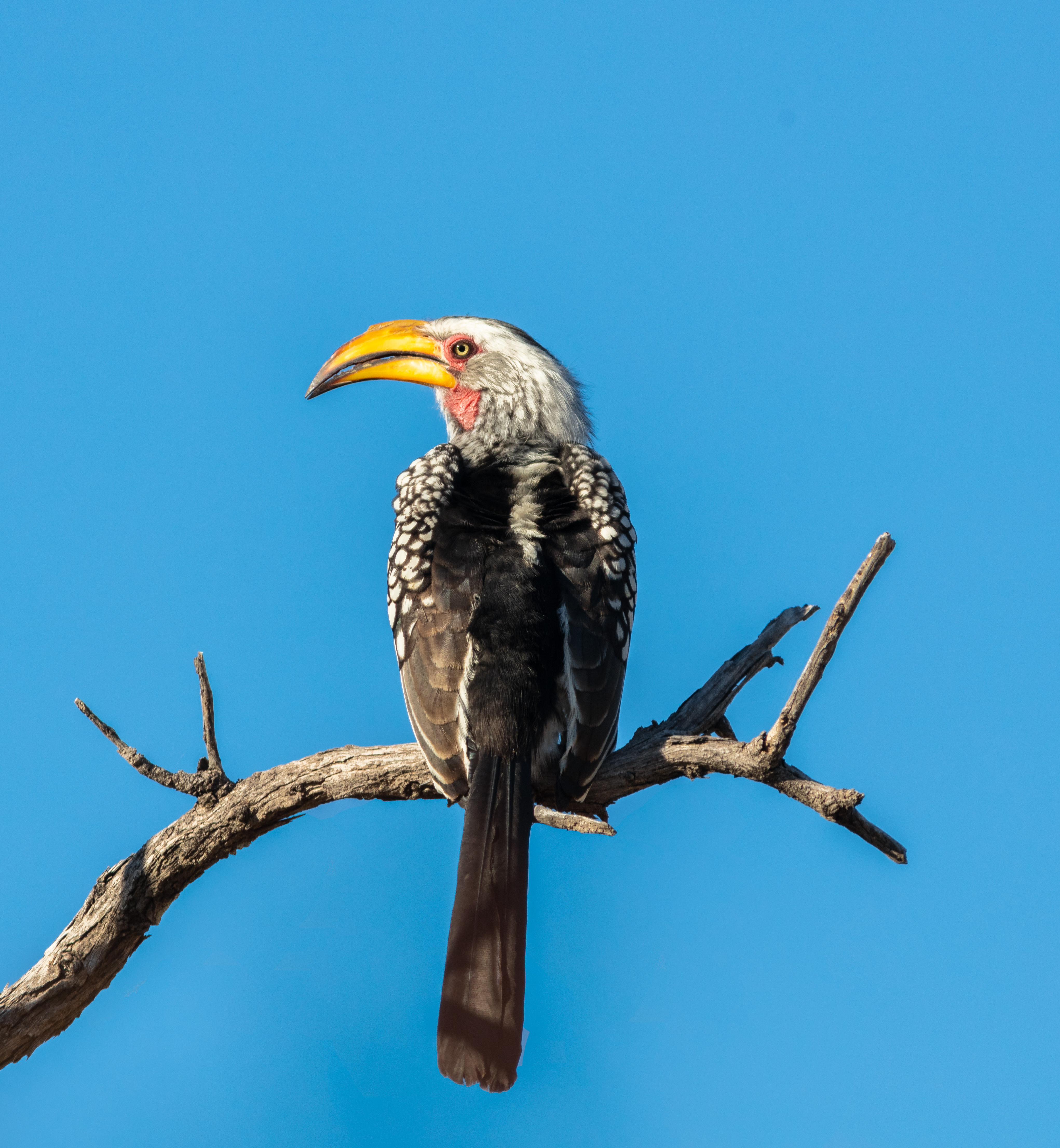
Calao leucomèle perché, parc national Makgakikgadi Pans, Botswana